# Jean Boulenger

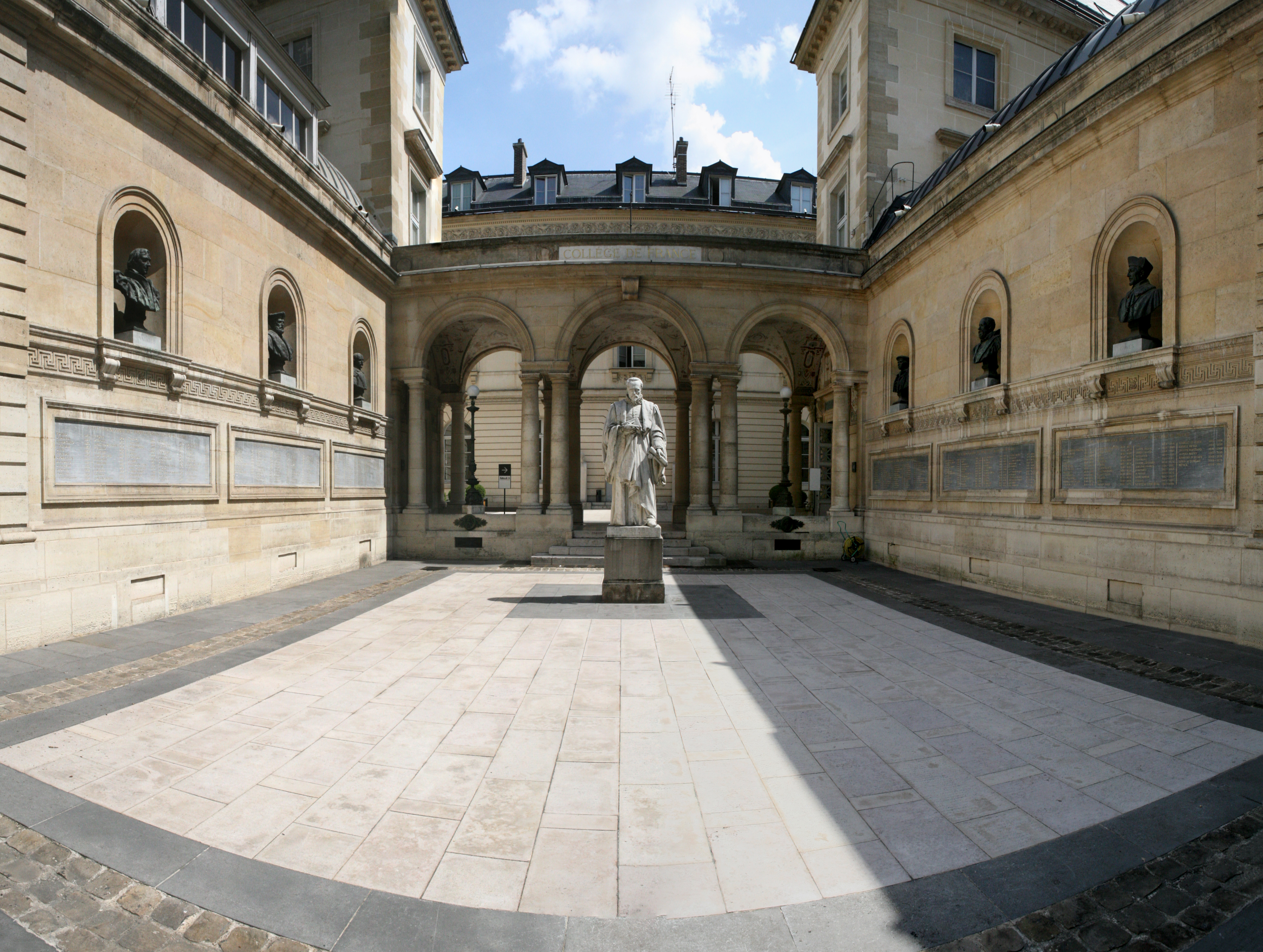
Cour intérieure du Collège de France, donnant sur la rue Saint-Jacques

Jean Boulenger, ou Bulenger, né après 1550 à Poissy mort à Paris en 1636, est un mathématicien membre du collège royal à compter de 1607 en remplacement d'Henri de Monantheuil. Il est précepteur de Louis de Bourbon, comte de Soissons.

## Biographie
En 1635, il participe avec l’abbé de Chambon, le président Étienne Pascal, Claude Mydorge et Hérigone, à l'assemblée instituée par le cardinal de Richelieu pour décider de la validité de la méthode de Jean-Baptiste Morin. La commission est appointée le 6 février 1635. Elle rend un avis négatif.
L'abée Goujet donne une notice de sa vie et de ses œuvres. Son successeur est Jean Tileman Stella.

## Travaux
En 1624, il publie La Geometrie pratique des lignes des superficies et des corps, ou nouvelle méthode de  toiser & arpenter auec la mesure ordinaire, sans que toutesfois il soit besoin de vser de fractions, ny de reductions en petites parties  Ce manuel fut très en vogue parmi les architectes, jusqu'au temps de Vauban.
En 1628, il donne un Traicté de la sphère du monde, Diuisé en Quatre Liures, ausquels est adiusté le Cinquieme de l'usage d'scelle, dédié à Louis de Bourbon.

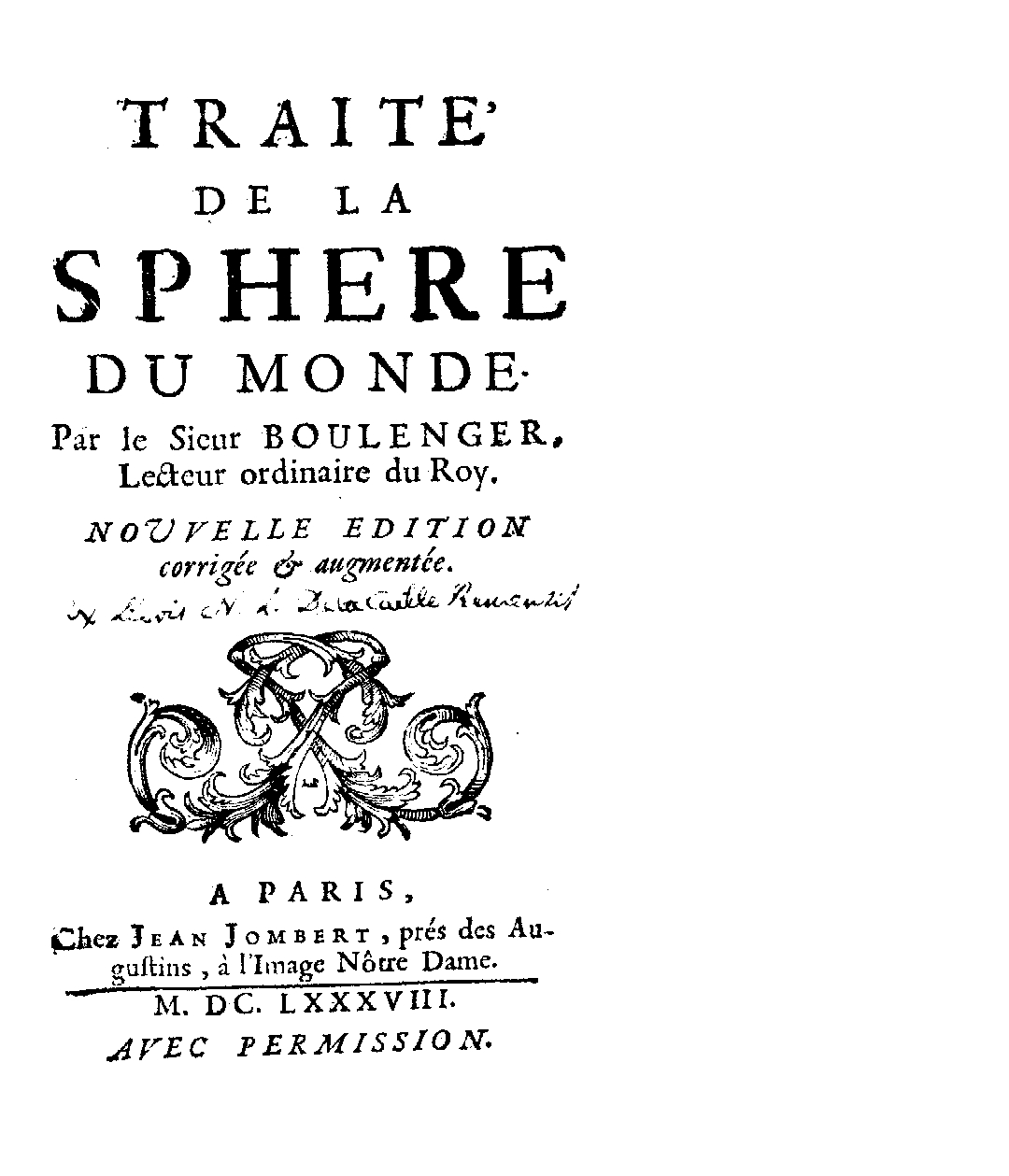
Traité de la sphère du monde, 1688

## Sources
- Baldassare Boncompagni, Bullettino di bibliografia e di storia delle science matematiche.
- (en) Daniel T. Julich,  Pascal, savant devôt, la religion dans la communauté scientifique de Paris, au XVIIe siècle.
- Thierry Martin (dir.) et Michèle Virol (dir.), Vauban, architecte de la modernité ?, Besançon, Presses universitaires de Franche-Comté, 2008 (ISBN 978-2-84867-232-8, DOI 10.4000/books.pufc.25837, lire en ligne)